# Maślak (skała)

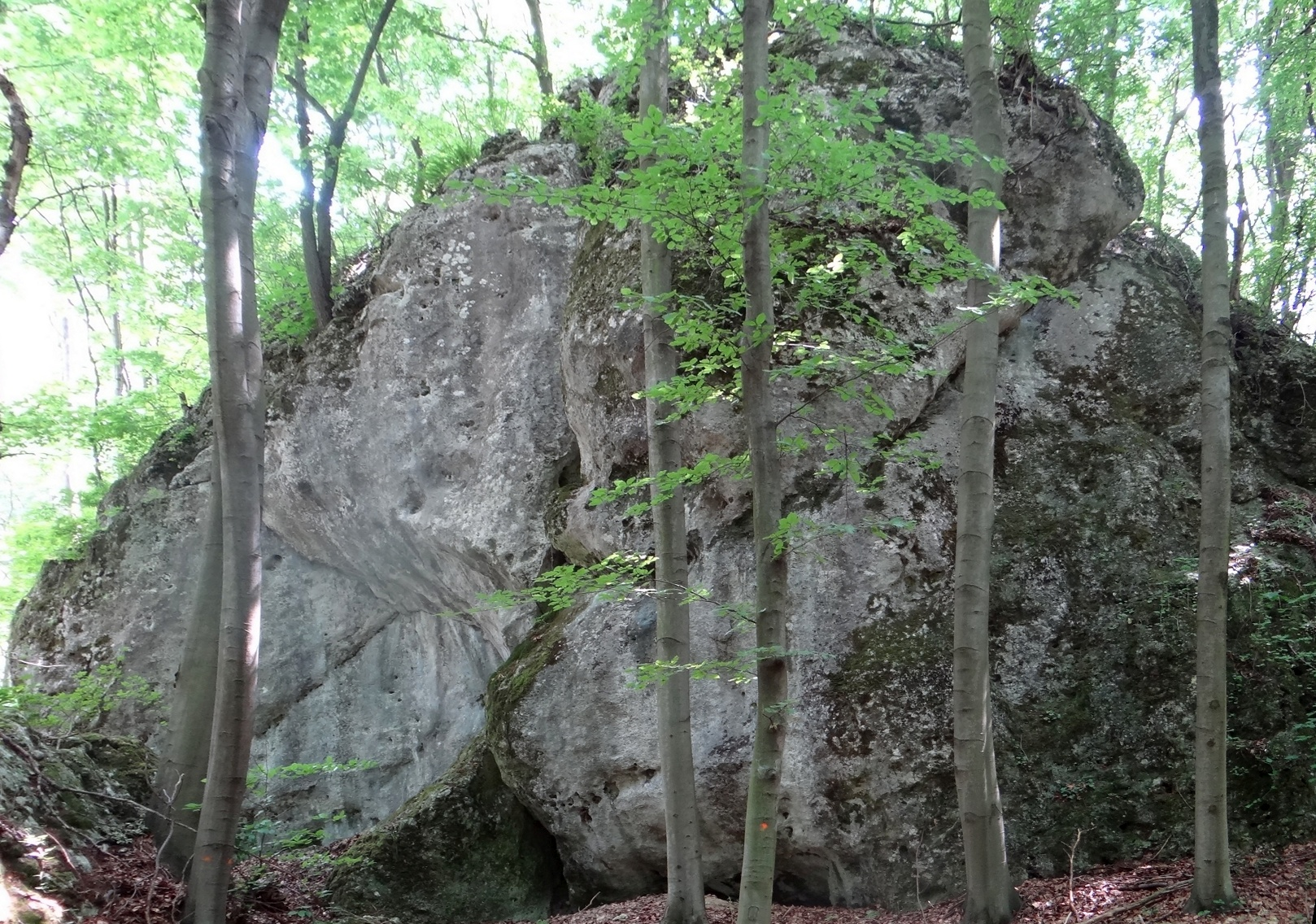

Maślak – skała znajdująca się w lesie po północnej stronie zabudowanego obszaru Zastudnia (część wsi Suliszowice), administracyjnie w obrębie wsi Siedlec w powiecie częstochowskim, w gminie Janów. Pod względem geograficznym jest to obszar Wyżyny Częstochowskiej w obrębie Wyżyny Krakowsko-Częstochowskiej.
W rzadkim lesie na zboczu wzniesienia po północnej stronie Zastudnia jest grupa kilku skał, na których uprawiana jest wspinaczka skalna. Maślak znajduje się na północnym stoku tego wzniesienia między Ślimakiem i Skałą Pustelnika. Jest to zbudowany z twardych wapieni skalistych ostaniec o wysokości do 10 m. Na jego północnej ścianie są 4 drogi wspinaczkowe o trudności od VI do VI.2 w skali Kurtyki. Jesienią 2020 r. odnowiono i uzupełniono na nich asekurację, dzięki czemu stały się atrakcyjnym obiektem wspinaczkowym. Drogi mają zamontowane stałe punkty asekuracyjne: ringi (r) i stanowizko zjazdowe.
1. Delma VI.1+ (2r + st), ogranicznik bez rysy po prawej
2. Palma VI.1 (2r + st), wspólny stan z Delmą
3. Rama VI.2 (2r + st), ogranicznik bez komina
4. Masmix VI (2r + st), dwa pierwsze przeloty wspólne z Ramą[4].